# 厚身南氏魚
厚身南氏魚，為輻鰭魚綱水珍魚目小口兔鮭科的其中一種，為深海魚類，分布於東太平洋加利福尼亞海流南方區域海域，棲息深度0-865公尺，體長可達26.6公分，棲息在大陸坡底中層水域，生活習性不明。